# Huma He
Der Huma He (chinesisch 呼玛河, russisch Хумахэ, Хумаэрхэ oder Кумара) ist ein rechter Nebenfluss des Amur (Heilong Jiang) in der Provinz Heilongjiang im Nordosten der Volksrepublik China.
Der Huma He entspringt im Großen Hinggan-Gebirge an der Grenze zur Inneren Mongolei. Der Fluss durchfließt das Gebirge in östlicher, dann in nördlicher Richtung. Schließlich macht der Huma He einen weiten Bogen nach Osten und verlässt das Bergland. Im Unterlauf fließt der Huma He in südsüdöstlicher Richtung parallel zum Heilong Jiang. Im Kreis Huma, etwa 10 km südlich der Großgemeinde Huma an der russisch-chinesischen Grenze, mündet der Huma He schließlich in den Heilong Jiang.
Der Fluss hat eine Länge von 435 km und besitzt ein Einzugsgebiet von 23.900 km². In Mündungsnähe beträgt der mittlere Abfluss des Huma He 130 m³/s.
Nahe der Flussmündung stand im 17. Jahrhundert während der russisch-mandschurischen Grenzkonflikte die russische Festung Kumarsk.